# Reece Welch
Reece Belfield Welch (sinh ngày 19 tháng 9 năm 2003) là cầu thủ bóng đá chuyên nghiệp người Anh hiện tại đang thi đấu ở vị trí trung vệ cho câu lạc bộ Everton ở Giải bóng đá Ngoại hạng Anh.

## Sự nghiệp thi đấu

### Câu lạc bộ

#### Everton
Welch gia nhập Đội trẻ và Học viện Everton F.C. năm 7 tuổi. Vào tháng 9 năm 2020, anh ký bản hợp đồng chuyên nghiệp đầu tiên với đội bóng có thời hạn kéo dài 3 năm. Ngày 4 tháng 3 năm 2022, Welch ra mắt đội bóng khi vào sân thay người trong chiến thắng 2–0 trước Boreham Wood tại Cúp FA.

#### Cho mượn tại Forest Green Rovers
Vào ngày 10 tháng 8 năm 2023, Welch gia nhập câu lạc bộ Forest Green Rovers tại EFL League Two theo hợp đồng cho mượn kéo dài một mùa giải. Vào ngày 3 tháng 1 năm 2024, anh được Everton gọi trở lại sau 23 lần ra sân trên mọi đấu trường.

### Quốc tế
Welch sinh ra tại Anh, và là người gốc Jamaica. Anh đã từng thi đấu cho rất nhiều những đội tuyển trẻ của Anh.